# 首都高速灣岸線

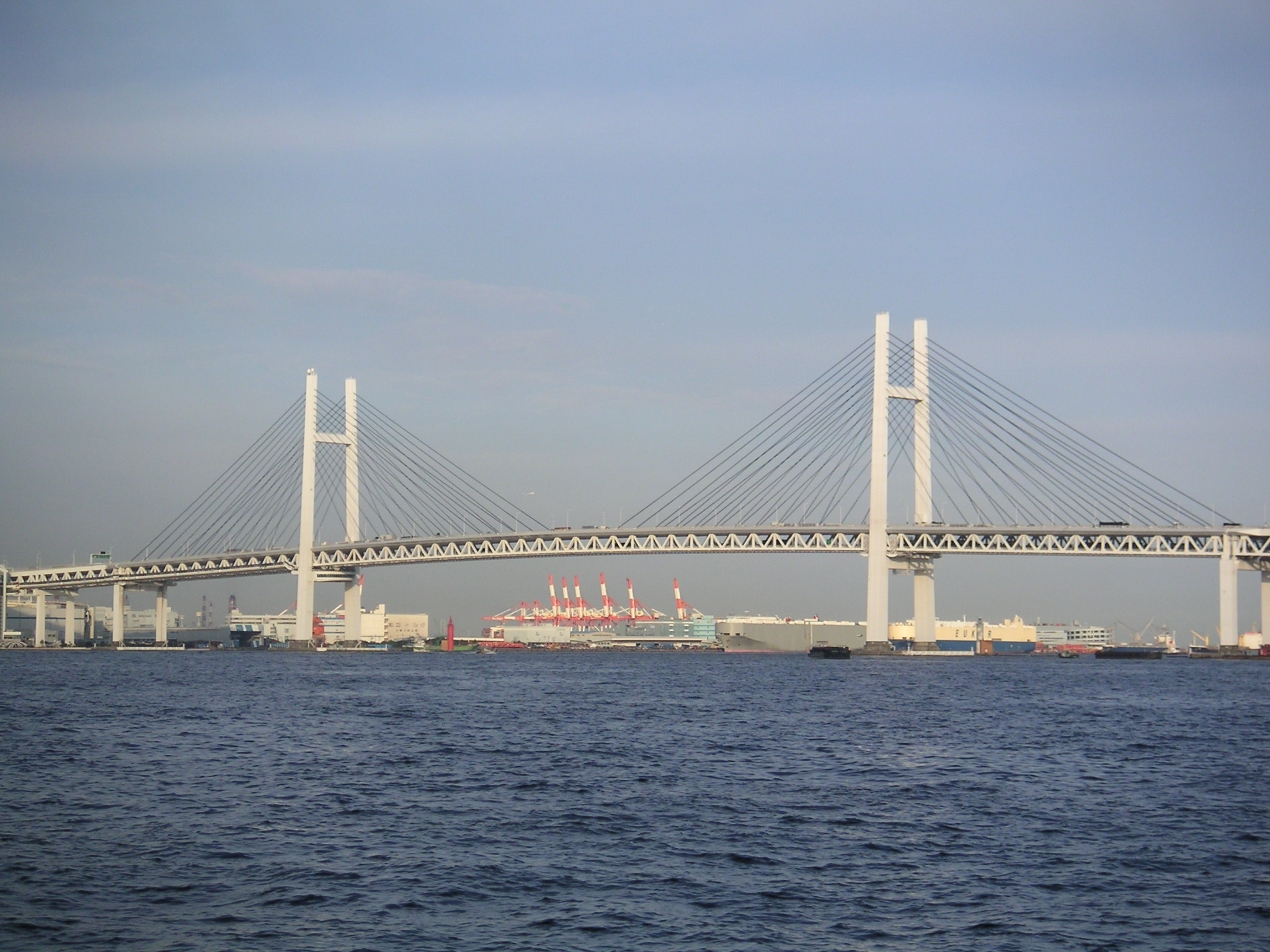
橫濱港灣大橋

首都高速道路灣岸線（日语：／ Shuto kōsoku Wangan sen */?）是由日本千葉縣市川市至神奈川縣橫濱市金澤區、與灣岸道路（國道357號）平行的首都高速道路路線。

## 概要
行政上的法定路線名為「神奈川縣道、東京都道、千縣縣道294號高速灣岸線」，通稱「灣岸道路」。最初作為東京灣岸道路的自動車專用道路，由舊首都高速道路公團建設，現在則由首都高速道路株式會社管理。灣岸線是東京灣環狀道路的路線之一，而在首都圈3環狀9放射高速道路計畫中，大井系統交流道-葛西系統交流道區間與中央環狀線一同組成最內側的環狀道路。
路線編號「B」是取自灣岸線英語名Bay Shore Route首字母。
由於是從神奈川穿過東京至千葉的路線，行進方向不採傳統的「上行、下行」，而是「東行、西行」。
灣岸線東端接續東關東自動車道，並連接東京外環自動車道。中途連接的道路有大黑系統交流道的神奈川5號大黑線、東海系統交流道的灣岸分岐線、有明系統交流道的11號台場線（彩虹大橋）、東雲系統交流道的10號晴海線、辰巳系統交流道的9號深川線，而大井系統交流道及葛西系統交流道則連接中央環狀線（葛飾江戶川線）。不僅繞開混雜嚴重的都心交通，又連通了成田機場、羽田機場與都心，非常便利。
東京灣岸道路中的東京都道高速灣岸線區間（東京都、神奈川縣界 - 江戶川區臨海町6丁目：長32公里）在1987年（昭和62年）8月10日以走向「未來」的彩虹之道入選舊建設省及「道之日」實行委員會制定的日本道路百選。

### 高速灣岸分岐線
高速灣岸分岐線是1號羽田線昭和島系統交流道至灣岸線東海系統交流道的4車道路線。全線位於東京都大田區內。整段僅有兩端連接1號羽田線、灣岸線的系統交流道，沒有其他出入口或休息設施。
可往來灣岸線東關東道、浦安方向 - 1號羽田線橫濱公園、羽田方向。
1983年（昭和58年）2月開始興建灣岸線東京都內部分至1號羽田線的連絡道路。1994年（平成6年）12月起灣岸線直接連結東京與橫濱，成為1號羽田線避開都心環狀線前往東關東道、常磐道、東北道的路徑。

## 出入口
- 出入口編號欄的背景色為■顯示該部分道路已經啟用，設施名稱欄的背景色為■顯示該部分設施尚未啟用，未通車路段名稱皆為臨時名稱。
- 接續路線名附有「（間）」標記意味可以其他道路為媒介間接接續。表中記載的接續路線以外亦與國道357號並行，除南本牧埠頭、浮島外各出入口都接續。
- 雖然起點位於高谷JCT，此表的出入口編號則以終点的幸浦出入口開始記載。

| 出入口編號                                                                      | 中文設施名       | 日文設施名                   | 英文設施名                                                                     | 接續路線名                                                           | 幸浦起計（公里）                                           | 備註                                                      | 所在地                                        | 所在地        | 所在地                       |
| ------------------------------------------------------------------------------- | ---------------- | ---------------------------- | ------------------------------------------------------------------------------ | -------------------------------------------------------------------- | ---------------------------------------------------------- | --------------------------------------------------------- | --------------------------------------------- | ------------- | ---------------------------- |
| E16 橫濱橫須賀道路金澤支線 朝比奈、橫須賀、馬堀海岸／港南台、狩場、新保土谷方向 |                  |                              |                                                                                |                                                                      |                                                            |                                                           |                                               |               |                              |
| B01                                                                             | 幸浦出入口       |                              |                                                                                | 八景島、海之公園方向                                                 | 0.9                                                        | 機場中央、大黑埠頭方向出入口                              | 神奈川縣                                      | 橫濱市        | 金澤區                       |
| -                                                                               | 鳥濱町TB         |                              |                                                                                | -                                                                    |                                                            | 空港中央・大黒ふ頭方面                                    | 神奈川縣                                      | 橫濱市        | 金澤區                       |
| B02                                                                             | 杉田出入口       |                              |                                                                                | 鳥浜町、杉田、橫濱Bayside Marina方向                                 | 4.0                                                        | 幸浦方向出入口                                            | 神奈川縣                                      | 橫濱市        | 磯子區                       |
| B03                                                                             | 杉田出入口       | 機場中央、大黑埠頭方向出入口 |                                                                                | 鳥浜町、杉田、橫濱Bayside Marina方向                                 | 4.0                                                        |                                                           | 神奈川縣                                      | 橫濱市        | 磯子區                       |
| B05                                                                             | 磯子出入口       |                              |                                                                                | 橫濱市道環狀2號線屏風浦繞道                                          | 6.1                                                        | 機場中央、大黑埠頭方向出入口 入口為ETC專用                | 神奈川縣                                      | 橫濱市        | 磯子區                       |
| B06                                                                             | 三溪園出入口     |                              |                                                                                | 山下公園、本牧埠頭方向                                               | 10.9                                                       | 幸浦、杉田方向出入口                                      | 神奈川縣                                      | 橫濱市        | 中區                         |
| B07A                                                                            | 南本牧埠頭出入口 |                              |                                                                                | 南本牧濱道路（直結）                                                 | 13.0                                                       | 機場中央、大黑埠頭方向出入口                              | 神奈川縣                                      | 橫濱市        | 中區                         |
| -                                                                               | 本牧JCT          |                              |                                                                                | 狩場線 保土谷繞道、E83 橫濱新道、橫濱站東口方向                      | 14.3                                                       | 幸浦、杉田方向接續                                        | 神奈川縣                                      | 橫濱市        | 中區                         |
| B07B                                                                            | 本牧埠頭出入口   |                              |                                                                                | C、D突堤方向、A、B突堤方向                                           | 14.3                                                       | 機場中央、大黑埠頭方向出入口 三澤、橫濱站東口方向無法通行 | 神奈川縣                                      | 橫濱市        | 中區                         |
| -                                                                               | 本牧JCT          |                              |                                                                                | 狩場線 保土谷繞道、橫濱新道、橫濱站東口方向                          | 14.3                                                       | 機場中央、大黑埠頭方向接續                                | 神奈川縣                                      | 橫濱市        | 中區                         |
| -                                                                               | 大黑JCT          |                              |                                                                                | 首都高速神奈川5號大黑線                                              | 17.4                                                       | 本牧埠頭、狩場線方向接續                                  | 神奈川縣                                      | 橫濱市        | 鶴見區                       |
| -                                                                               | 大黑PA           |                              |                                                                                | -                                                                    | 17.4                                                       |                                                           | 神奈川縣                                      | 橫濱市        | 鶴見區                       |
| B08                                                                             | 大黑埠頭出入口   |                              |                                                                                |                                                                      | 17.4                                                       | 本牧埠頭、狩場線方向出入口                                | 神奈川縣                                      | 橫濱市        | 鶴見區                       |
| B09                                                                             | 大黑埠頭出入口   | 東京、機場中央方向出入口     |                                                                                |                                                                      | 17.4                                                       |                                                           | 神奈川縣                                      | 橫濱市        | 鶴見區                       |
| -                                                                               | 大黑JCT          |                              |                                                                                | 首都高速神奈川5號大黑線                                              | 17.4                                                       | 浦安、機場中央方向接續                                    | 神奈川縣                                      | 橫濱市        | 鶴見區                       |
| -                                                                               | 扇島出入口       |                              |                                                                                |                                                                      |                                                            | 計劃中                                                    | 神奈川縣                                      | 川崎市 川崎區 | 川崎市 川崎區                |
| B10                                                                             | 東扇島出入口     |                              |                                                                                | （間）國道132號                                                      | 24.0                                                       | 大黑埠頭、本牧埠頭方向出入口                              | 神奈川縣                                      | 川崎市 川崎區 | 川崎市 川崎區                |
| B11                                                                             | 東扇島出入口     | 26.5                         | 東京、機場中央方向出入口                                                       | （間）國道132號                                                      |                                                            |                                                           | 神奈川縣                                      | 川崎市 川崎區 | 川崎市 川崎區                |
| -                                                                               | 川崎航路隧道     |                              | /                                                                              | -                                                                    |                                                            | 禁止載有危險品車輛通行                                    | 神奈川縣                                      | 川崎市 川崎區 | 川崎市 川崎區                |
| -                                                                               | 川崎浮島JCT      |                              |                                                                                | CA 東京灣跨海公路木更津方向/首都高速神奈川6號川崎線 川崎（大師）方向 | 29.5                                                       | 大黑埠頭、橫濱方向                                        | 神奈川縣                                      | 川崎市 川崎區 | 川崎市 川崎區                |
| B12                                                                             | 浮島出入口       |                              |                                                                                | 國道409號                                                            | 29.5                                                       | 大黑埠頭、橫濱方向                                        | 神奈川縣                                      | 川崎市 川崎區 | 川崎市 川崎區                |
| -                                                                               | 灣岸浮島TB       |                              |                                                                                | -                                                                    | 29.5                                                       | 橫濱方向、2013年（平成25年）3月1日拆除                    | 神奈川縣                                      | 川崎市 川崎區 | 川崎市 川崎區                |
| B13                                                                             | 浮島出入口       |                              |                                                                                | 國道409號                                                            | 29.5                                                       | 東京、機場中央方向                                        | 神奈川縣                                      | 川崎市 川崎區 | 川崎市 川崎區                |
| -                                                                               | 川崎浮島JCT      |                              |                                                                                | CA東京灣跨海公路木更津方向/ 首都高速神奈川6號川崎線 川崎（大師）方向 | 29.5                                                       | 東京、機場中央方向                                        | 神奈川縣                                      | 川崎市 川崎區 | 川崎市 川崎區                |
| -                                                                               | 多摩川隧道       |                              | /                                                                              | -                                                                    |                                                            | 禁止載有危險品車輛通行                                    | 神奈川縣                                      | 川崎市 川崎區 | 川崎市 川崎區                |
| -                                                                               | 多摩川隧道       | 東京都                       | /                                                                              | -                                                                    | 大田區                                                     | 大田區                                                    |                                               |               |                              |
| B14                                                                             | 灣岸理八出入口   | 東京都                       |                                                                                |                                                                      | 大田區                                                     | 大田區                                                    | 環八通 羽田機場第1客運大樓、第3客運大樓方向   | 31.8          | 大黑埠頭、本牧埠頭方向出入口 |
| B16                                                                             | 機場中央出入口   | 東京都                       |                                                                                |                                                                      | 大田區                                                     | 大田區                                                    | 羽田機場第2客運大樓方向                       | 34.5          | 橫濱方向出入口               |
| B17                                                                             | 機場中央出入口   | 東京都                       | 羽田機場方向                                                                   | 銀座、浦安方向出入口                                                 | 大田區                                                     | 大田區                                                    |                                               | 34.5          |                              |
| -                                                                               | 機場北隧道       | 東京都                       |                                                                                | /                                                                    | 大田區                                                     | 大田區                                                    | -                                             |               | 禁止載有危險品車輛通行       |
| -                                                                               | 東海JCT          | 東京都                       |                                                                                |                                                                      | 大田區                                                     | 大田區                                                    | 羽田、橫濱公園方向（首都高速灣岸分岐線）      | 38.6          | 銀座、浦安方向接續           |
| -                                                                               | 大井PA           | 東京都                       |                                                                                |                                                                      | -                                                          |                                                           | 機場中央、羽田方向                            | 品川區        | 品川區                       |
| B18                                                                             | 大井南出入口     | 東京都                       |                                                                                |                                                                      | （間）勝島方向                                             | 39.4                                                      | 機場中央、羽田方向出入口                      | 品川區        | 品川區                       |
| B19                                                                             | 大井南出入口     | 東京都                       | 來自浦安方向的出口 （往浦安方向的入口 (003A) 於2019年（平成31年）4月14日廢除） |                                                                      | （間）勝島方向                                             | 39.4                                                      |                                               | 品川區        | 品川區                       |
| -                                                                               | 大井TB           | 東京都                       |                                                                                |                                                                      | -                                                          |                                                           | 銀座、浦安方向，2018年（平成30年）5月20日廢除 | 品川區        | 品川區                       |
| -                                                                               | 大井JCT          | 東京都                       |                                                                                |                                                                      | 首都高速中央環狀品川線 E1 東名、E20 中央道、E17 關越道方向 | 41.1                                                      | 來自市川方向往芝浦方向無法通行                | 品川區        | 品川區                       |
| -                                                                               | 大井JCT          | 東京都                       | 首都高速1號羽田線 銀座、新宿方向                                               |                                                                      |                                                            | 41.1                                                      | 來自市川方向往芝浦方向無法通行                | 品川區        | 品川區                       |
| -                                                                               | 大井PA           | 東京都                       |                                                                                |                                                                      | -                                                          |                                                           | 浦安、東關道方向                              | 品川區        | 品川區                       |
| B21                                                                             | 大井出入口       | 東京都                       |                                                                                |                                                                      | （間）品川、大井町方向                                     | 41.3                                                      | 浦安、東關道方向出入口 入口為ETC專用          | 品川區        | 品川區                       |
| -                                                                               | 東京港隧道       | 東京都                       |                                                                                | /                                                                    | -                                                          |                                                           | 禁止載有危險品車輛通行                        | 品川區        | 品川區                       |
| B22                                                                             | 臨海副都心出入口 | 東京都                       |                                                                                |                                                                      | 台場地區（國際展示場、渡輪埠頭）方向                       | 43.1                                                      | 機場中央、羽田方向出入口、舊稱「13號地」      | 港區          | 港區                         |
| -                                                                               | 有明JCT          | 東京都                       |                                                                                |                                                                      | 首都高速11號台場線                                         | 44.9                                                      |                                               | 江東區        | 江東區                       |
| -                                                                               | 東雲JCT          | 東京都                       |                                                                                |                                                                      | 首都高速10號晴海線                                         | 45.9                                                      |                                               | 江東區        | 江東區                       |
| B23                                                                             | 有明出入口       | 東京都                       |                                                                                |                                                                      | 台場地區（國際展示場、渡輪埠頭）方向                       | 45.9                                                      | 浦安、東關道方向出入口                        | 江東區        | 江東區                       |
| -                                                                               | 辰巳JCT          | 東京都                       |                                                                                |                                                                      | 首都高速9號深川線 銀座、箱崎方向                           | 47.6                                                      |                                               | 江東區        | 江東區                       |
| B24                                                                             | 新木場出入口     | 東京都                       |                                                                                |                                                                      | 明治通 東京港臨海道路                                      | 49.0                                                      | 羽田方向出入口 入口為ETC專用                  | 江東區        | 江東區                       |
| B25                                                                             | 新木場出入口     | 東京都                       | 浦安、東關道方向出入口 入口為ETC專用                                           |                                                                      | 明治通 東京港臨海道路                                      | 49.0                                                      |                                               | 江東區        | 江東區                       |
| -                                                                               | 葛西JCT          | 東京都                       |                                                                                |                                                                      | 首都高速中央環狀線 E4 東北道、E6 常磐道方向                | 50.9                                                      |                                               | 江戶川區      | 江戶川區                     |
| B26                                                                             | 葛西出入口       | 東京都                       |                                                                                |                                                                      | 葛西臨海公園地區（間）環七通                               | 52.3                                                      | 銀座、小菅方向出入口                          | 江戶川區      | 江戶川區                     |
| B27                                                                             | 葛西出入口       | 東京都                       | 浦安、東關道方向出入口                                                         |                                                                      | 葛西臨海公園地區（間）環七通                               | 52.3                                                      |                                               | 江戶川區      | 江戶川區                     |
| B28                                                                             | 舞濱入口         |                              |                                                                                | 來自東京迪士尼樂園方向                                               | 53.7                                                       | 往銀座、小菅方向的入口                                    | 千葉縣                                        | 浦安市        | 浦安市                       |
| B30                                                                             | 浦安出入口       |                              |                                                                                | （間）東京迪士尼樂園方向                                             | 55.7                                                       | 銀座、小菅方向出入口                                      | 千葉縣                                        | 浦安市        | 浦安市                       |
| B31                                                                             | 浦安出入口       | 千鳥町、東關道方向出入口     |                                                                                | （間）東京迪士尼樂園方向                                             | 55.7                                                       |                                                           | 千葉縣                                        | 浦安市        | 浦安市                       |
| B32                                                                             | 千鳥町出入口     |                              |                                                                                | 船橋、市川方向                                                       | 59.6                                                       | 銀座、小菅方向出入口                                      | 千葉縣                                        | 市川市        | 市川市                       |
| -                                                                               | 市川PA           |                              |                                                                                | -                                                                    |                                                            | 東京、川崎方向                                            | 千葉縣                                        | 市川市        | 市川市                       |
| -                                                                               | 市川TB           |                              |                                                                                | -                                                                    |                                                            | 東京、川崎方向                                            | 千葉縣                                        | 市川市        | 市川市                       |
| -                                                                               | 高谷JCT          |                              |                                                                                | C3 東京外環自動車道                                                  | 62.1                                                       |                                                           | 千葉縣                                        | 市川市        | 市川市                       |
| E51 東關東自動車道 四街道、成田、成田機場、潮來方向                             |                  |                              |                                                                                |                                                                      |                                                            |                                                           |                                               |               |                              |

### 高速灣岸分岔線
- 全線都位於日本東京都大田區內。

| 中文設施名                                | 日文設施名 | 英文設施名 | 接續路線名 | 起點起計（公里） |
| ----------------------------------------- | ---------- | ---------- | ---------- | ---------------- |
| 首都高速1號羽田線 橫濱公園、羽田方向      |            |            |            |                  |
| 昭和島JCT                                 |            |            |            | 0.0              |
| 東海JCT                                   |            |            |            | 1.6              |
| 首都高速灣岸線本線 E51 東關東道、浦安方向 |            |            |            |                  |

## 历史
首都高速灣岸線是沿著東京灣外圍，從橫須賀經橫濱、川崎、東京、船橋、千葉、木更津至富津全長160公里的東京灣岸道路的一環所建設。自1976年（昭和51年）東京港隧道2.8公里啟用開始，1994年（平成6年）12月灣岸線3期、4期工程完成，機場中央 - 大黑系統交流道開通，東京都內全區間開通。

### 年表

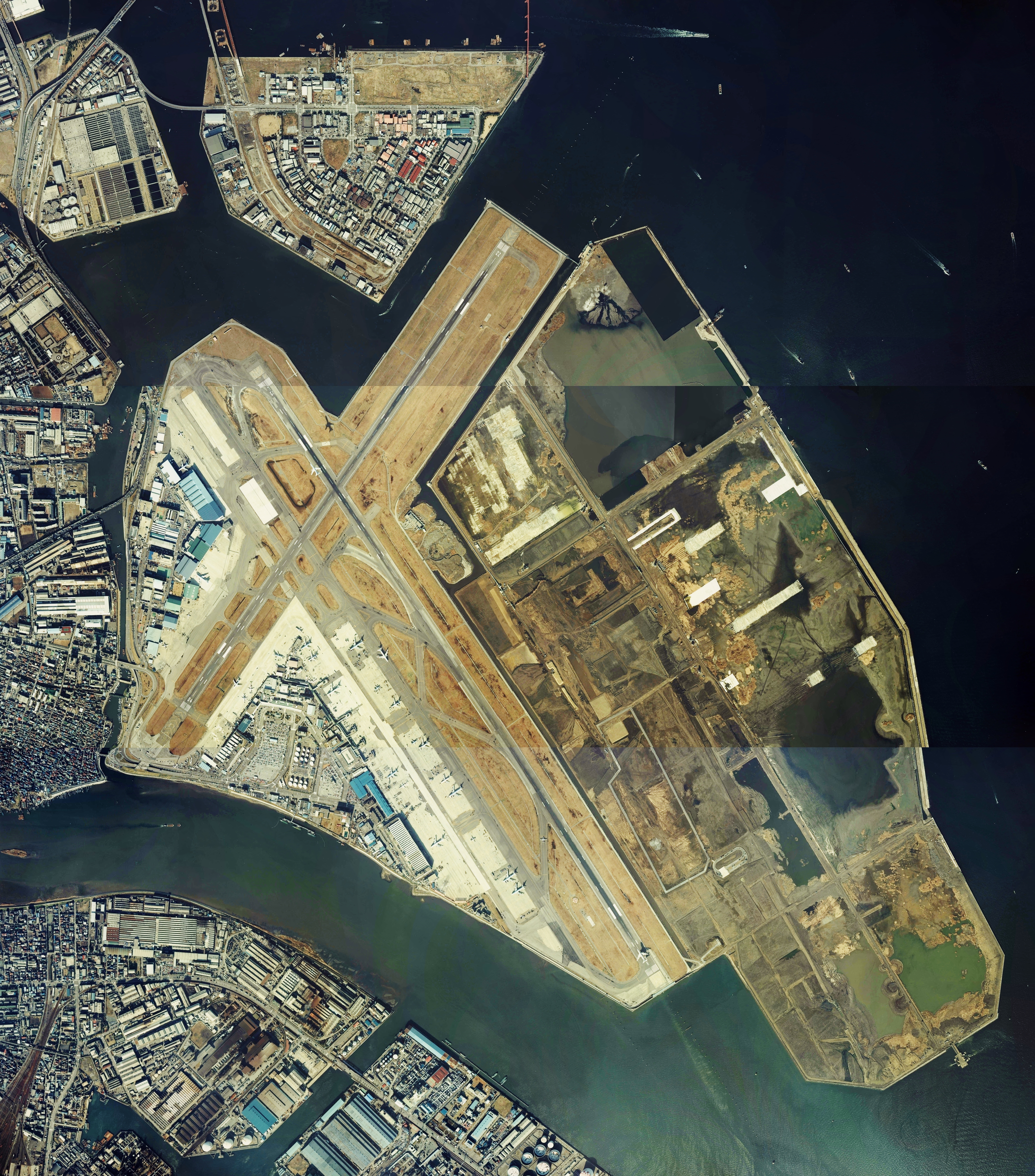
填海扩建中的羽田机场和建设中的湾岸线羽田机场-京滨岛段（1984年）

- 1976年（昭和51年）8月12日：大井系統交流道～13號地出入口（現臨海副都心出入口）開通，東京港隧道開通。
- 1978年（昭和53年）1月20日：新木場出入口～浦安出入口開通。
- 1980年（昭和55年）2月：辰巳系統交流道～新木場出入口開通。
- 1981年（昭和56年）5月：有明出入口～辰巳系統交流道出入口開通。
- 1982年（昭和57年）4月27日：浦安出入口～高谷開通，與東關東自動車道連接。
- 1983年（昭和58年）2月：東海系統交流道～大井出入口開通。
- 1984年（昭和59年）12月：13號地出入口（現臨海副都心出入口）～有明出入口開通。
- 1989年（平成元年）
  - 9月27日：本牧埠頭出入口 - 大黑系統交流道開通、橫濱海灣大橋開通。
  - 12月16日：新設大井系統交流道。
- 1993年（平成5年）
  - 8月26日：新設有明系統交流道，連接首都高速11號台場線（彩虹大橋）。
  - 9月27日：空港中央出入口 - 東海系統交流道開通。
- 1994年（平成6年）12月21日：空港中央出入口～大黑JCT開通・鶴見翼橋開通。[7]。
- 1997年（平成9年）
  - 12月12日 : 浮島出入口開通。
  - 12月18日 : 連接東京灣跨海公路。
- 1999年（平成11年）7月15日：並木、幸浦出入口～杉田出入口開通，連接橫濱橫須賀道路金澤支線。三溪園臨時出入口～本牧埠頭出入口開通。
- 2001年（平成13年）
  - 8月29日: 舞濱入口開通。
  - 10月22日: 杉田出入口 - 三溪園出入口開通，全線開通。
- 2007年（平成19年）12月22日：13號地出入口改稱為臨海副都心出入口。
- 2008年（平成20年）3月17日：東行有明系統交流道 - 辰巳系統交流道拓寬為4車道。
- 2009年（平成21年）2月11日： 新增東雲系統交流道。
- 2012年（平成24年）
  - 3月21日：大井南出口西行往前移動300公尺。
  - 7月17日：大井停車區東行往前移動2.0公里，西行往前移動0.6公里。
- 2017年（平成29年）3月4日：南本牧埠頭出入口啟用[8]。
- 2018年（平成30年）6月2日：高谷系統交流道連接東京外環自動車道[9]。

### 本牧系統交流道改良
以前，本牧系統交流道機場中央、大黑埠頭方向可連絡狩場線及幸浦、杉田方向，但狩場線無法往來幸浦、杉田方向。這是由於原先規畫要由高速磯子線連接狩場線與灣岸線，但磯子線最終未能成案。為了解決此問題，本牧系統交流道進行改良，2004年（平成16年）12月22日15時開通。改良後的本牧埠頭出入口依然無法往來狩場線。

## 路線狀況

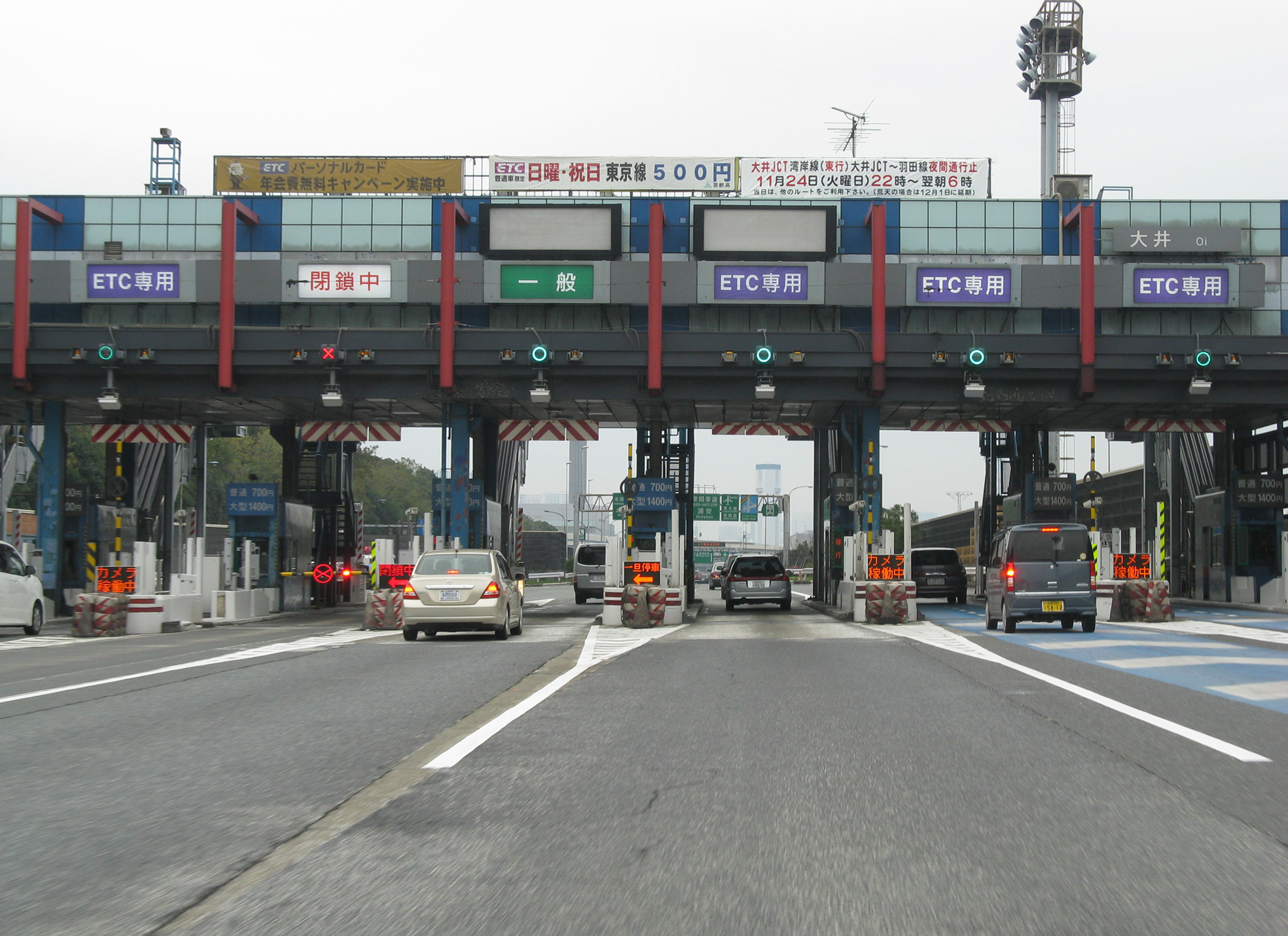
大井收費站

灣岸線依道路構造令屬第2種第1級，設計速度80 km/h。與其他首都高速道路路線相比，直線區間長，構造也較接近一般的高速自動車國道，但彎道仍多，特別是本牧系統交流道以南有連續急彎。由於通過海岸，多水底隧道與橋梁，高低落差大。
2012年（平成24年）1月1日導入距離收費制前，是採東京線、神奈川線兩收費區間的方式，兩者以川崎浮島系統交流道為收費分區點。但若利用機場中央、灣岸環八 - 浮島間只需300日圓的特定費用。例如，普通車（非ETC車）從機場中央或灣岸環八入，浮島出，只需特定費用300日圓，但若從機場中央、灣岸環八往浮島以後的神奈川線，則需300+600（神奈川線費用）=900日圓。
西行浮島收費站往橫濱、大黑埠頭方向的西行區間，東京以西沒有測速照相設備（ORVIS），加上車道數多，直線區間非常長，容易超速。此外，此段常有飆車型暴走族（俗稱「灣岸族」）出没，因此大黑停車區與辰巳停車區等處可見高速隊與警車頻繁巡邏。

### 車道、最高速度

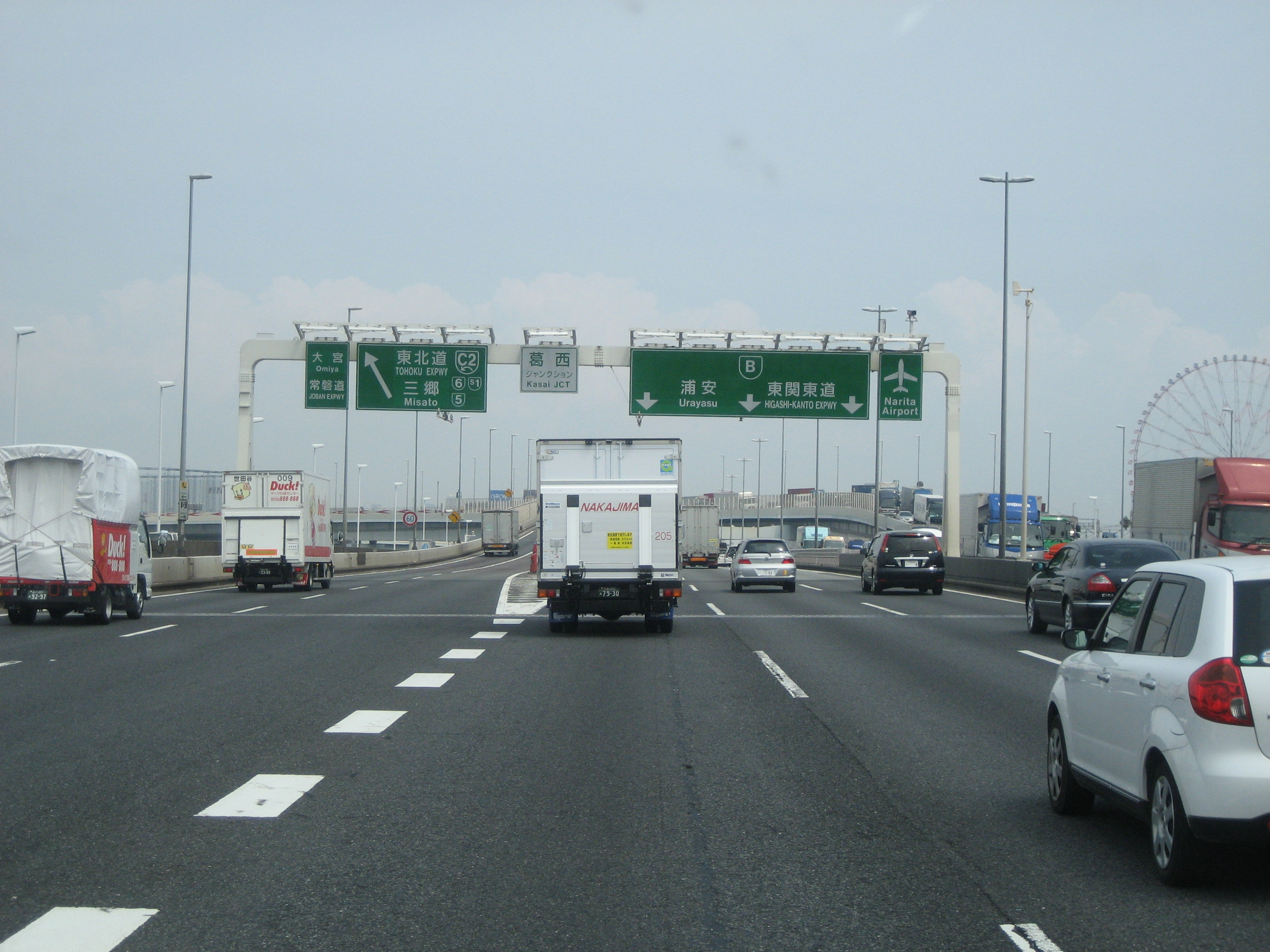
葛西系統交流道

除部分區間外，全線皆為6車道以上，其中辰巳系統交流道 - 葛西系統交流道為8車道，而本牧系統交流道出口 - 本牧系統交流道入口的本線則是4車道區間。另外，加上東關東自動車道，至成田交流道的6車道區間長度達106.0公里，超越東北自動車道川口系統交流道 - 宇都宮交流道的103.0公里一度成為日本高速公路最長的6車道區間，直至2020年（令和2年）12月22日新東名高速道路御殿場系統交流道 - 濱松引佐系統交流道144.7公里完成6車道化為止。最高車速80 km/h（東京港隧道限制70 km/h）。
| 區間                              | 車道 上下線=西行+東行 | 最高速度 | 備註 |
| --------------------------------- | --------------------- | -------- | ---- |
| 幸浦出入口 - 本牧系統交流道       | 6=3+3                 | 80 km/h  |      |
| 本牧系統交流道內                  | 4=2+2                 | 80 km/h  |      |
| 本牧系統交流道 - 大井南出入口     | 6=3+3                 | 80 km/h  |      |
| 大井南出入口 - 臨海副都心出入口   | 6=3+3                 | 70 km/h  |      |
| 臨海副都心出入口 - 有明系統交流道 | 6=3+3                 | 80 km/h  |      |
| 有明系統交流道 - 辰巳系統交流道   | 7=3+4                 | 80 km/h  |      |
| 辰巳系統交流道 - 葛西系統交流道   | 8=4+4                 | 80 km/h  |      |
| 葛西系統交流道 - 高谷系統交流道   | 6=3+3                 | 80 km/h  |      |
| 東海系統交流道 - 昭和島系統交流道 | 4=2+2                 | 60 km/h  |      |

## 主要隧道與橋樑
- 橫濱港灣大橋（本牧系統交流道 - 大黑系統交流道）
- 鶴見翼橋（大黑系統交流道 - 東扇島出入口）
- 川崎航路隧道（日语：川崎航路トンネル）（東扇島出入口 - 川崎浮島系統交流道）
- 多摩川隧道（日语：多摩川トンネル）（川崎浮島系統交流道 - 灣岸環八出入口）
- 機場北隧道（日语：空港北トンネル）（機場中央出入口 - 東海系統交流道）
- 東京港隧道（日语：東京港トンネル）（大井出入口 - 臨海副都心出入口）

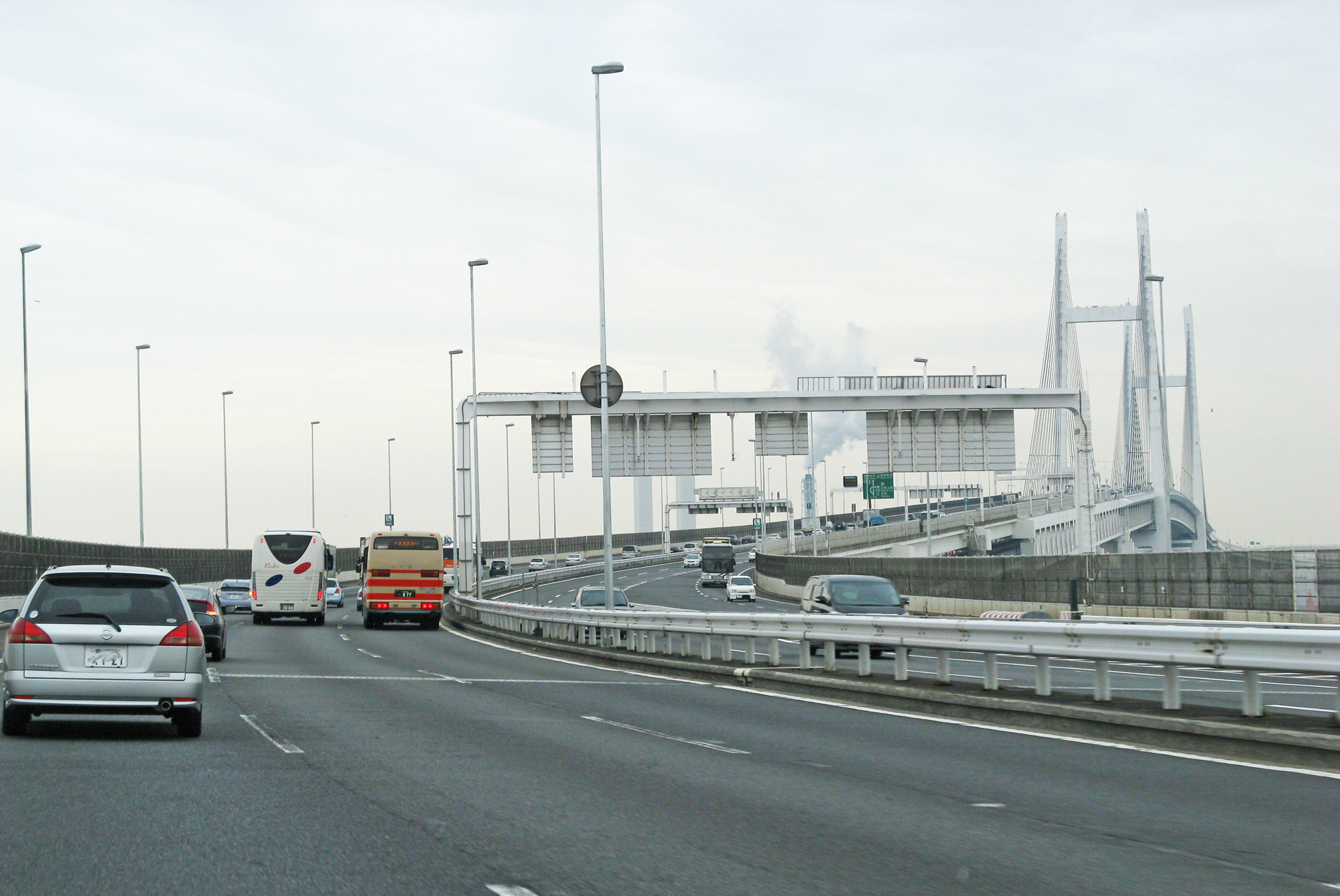
橫濱港灣大橋
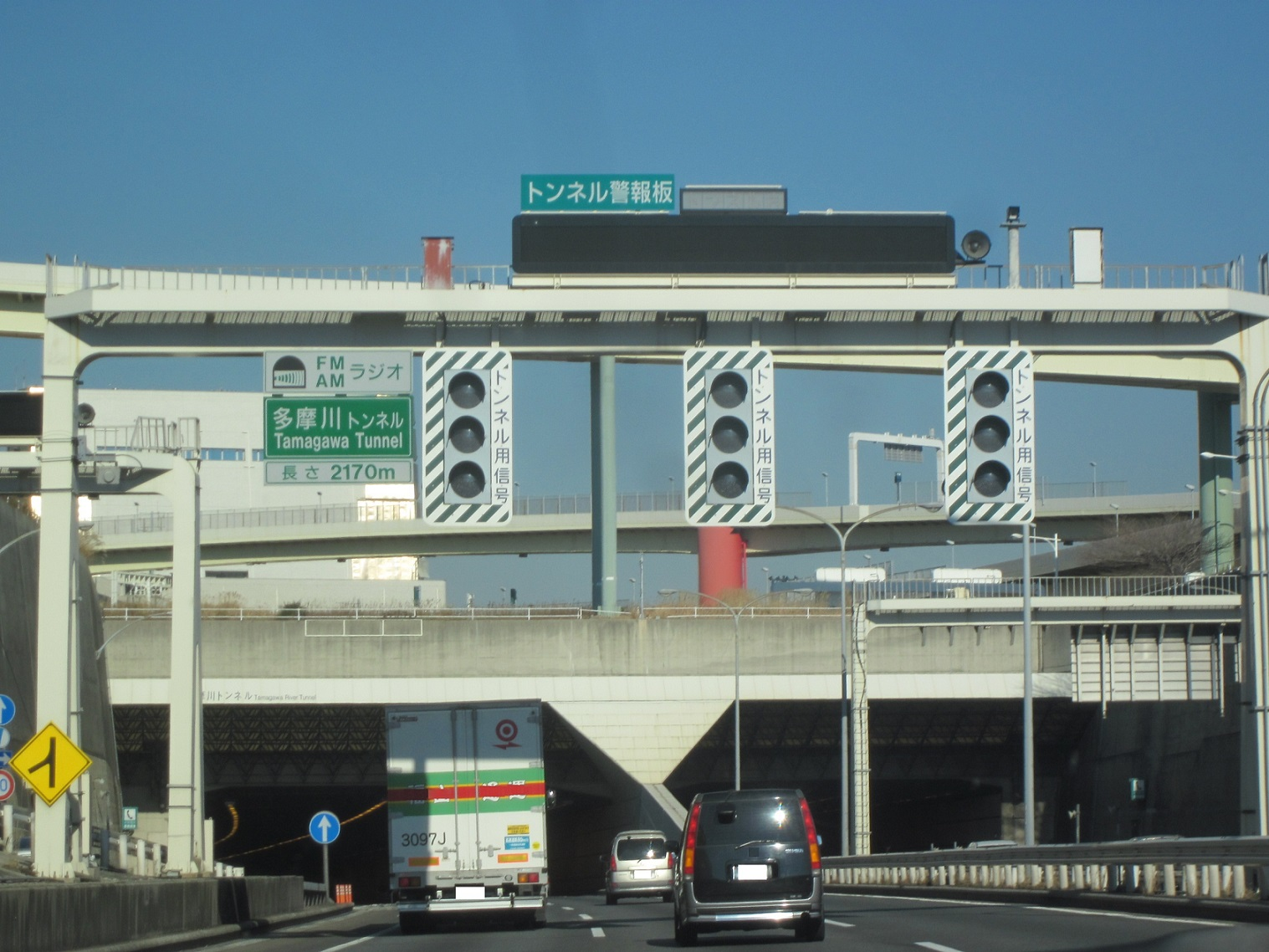
多摩川隧道（日语：多摩川トンネル）的川崎浮島側隧道口
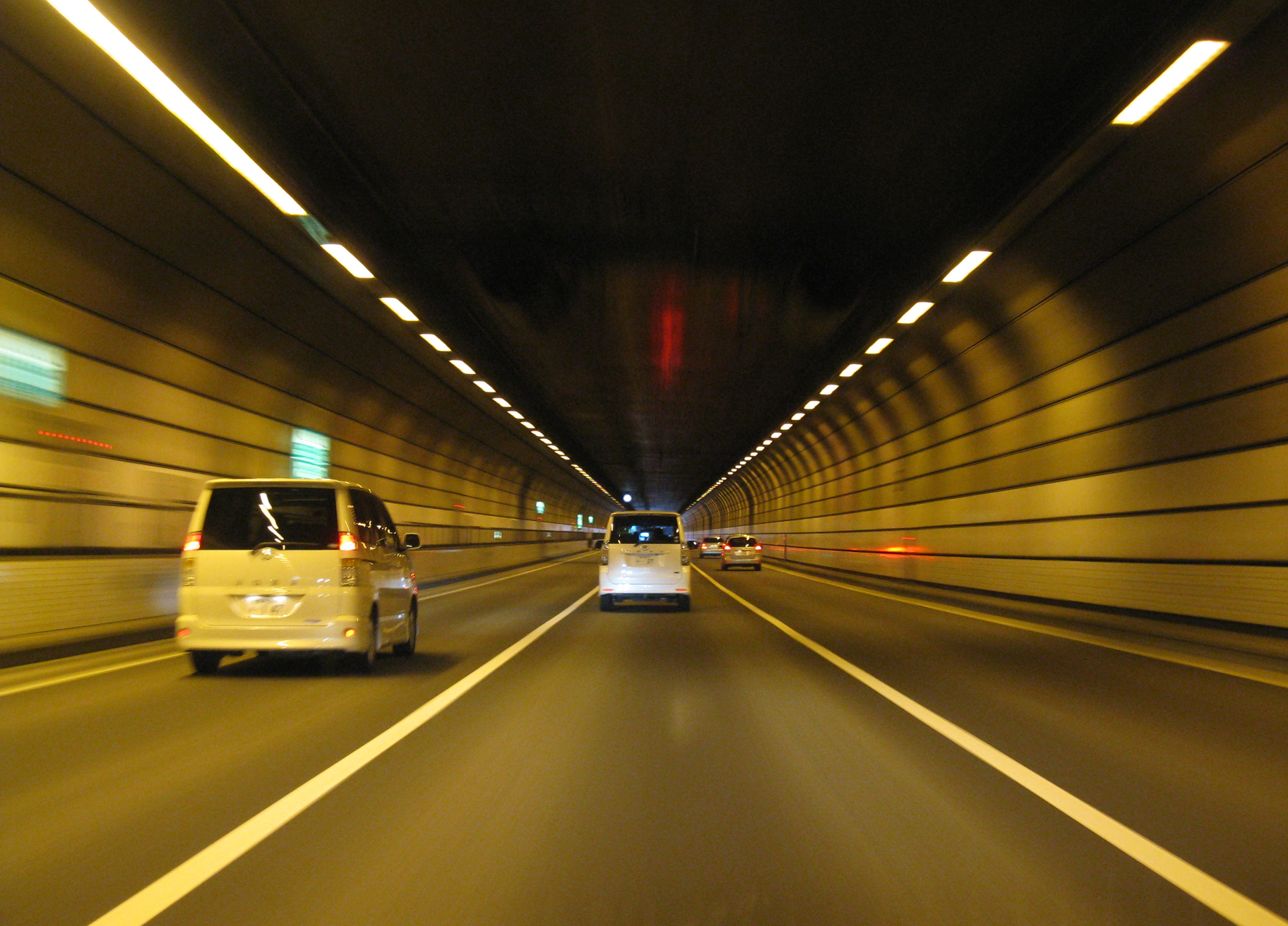
機場北隧道（日语：空港北トンネル）

### 交通量

#### 本線
24小時交通量（台）　道路交通調查
| 區間                                                            | 平成17（2005）年度 | 平成22（2010）年度 | 平成27（2015）年度 |
| --------------------------------------------------------------- | ------------------ | ------------------ | ------------------ |
| 幸浦出入口 - 杉田出入口                                         | 48,630             | 30,798             | 27,268             |
| 杉田出入口 - 磯子出入口                                         | 48,630             | 42,173             | 37,514             |
| 磯子出入口 - 三溪園出入口                                       | 48,630             | 54,387             | 48,361             |
| 三溪園出入口 - 南本牧埠頭出入口                                 | 48,630             | 50,749             | 42,244             |
| 南本牧埠頭出入口 - 本牧系統交流道、本牧埠頭出入口               | 48,630             | 50,749             | 42,244             |
| 本牧系統交流道、本牧埠頭出入口 - 大黑系統交流道、大黑埠頭出入口 | 48,630             | 99,579             | 103,707            |
| 大黑系統交流道、大黑埠頭出入口 - 東扇島出入口                   | 72,993             | 79,025             | 93,181             |
| 東扇島出入口 - 川崎浮島系統交流道、浮島出入口                   | 72,993             | 72,903             | 93,140             |
| 川崎浮島系統交流道、浮島出入口 - 灣岸環八出入口                 | 59,683             | 75,653             | 98,889             |
| 灣岸環八出入口 - 機場中央出入口                                 | 59,683             | 64,368             | 85,083             |
| 機場中央出入口 - 東海系統交流道                                 | 59,683             | 79,688             | 101,551            |
| 東海系統交流道 - 大井南出入口                                   | 121,162            | 112,977            | 134,335            |
| 大井南出入口 - 大井系統交流道                                   | 121,162            | 134,756            | 145,579            |
| 大井系統交流道 - 大井出入口                                     | 121,162            | 125,296            | 130,219            |
| 大井出入口 - 臨海副都心出入口                                   | 121,162            | 140,109            | 140,740            |
| 臨海副都心出入口 - 有明系統交流道                               | 121,162            | 130,223            | 126,695            |
| 有明系統交流道 - 東雲系統交流道                                 | 121,162            | 152,415            | 144,910            |
| 東雲系統交流道 - 有明出入口                                     | 121,162            | 164,607            | 152,075            |
| 有明出入口 - 辰巳系統交流道                                     | 121,162            | 164,607            | 152,075            |
| 辰巳系統交流道 - 新木場出入口                                   | 115,723            | 171,681            | 163,404            |
| 新木場出入口 - 葛西系統交流道                                   | 115,723            | 169,080            | 162,012            |
| 葛西系統交流道 - 葛西出入口                                     | 115,723            | 155,069            | 139,360            |
| 葛西出入口 - 舞濱入口                                           | 115,723            | 137,033            | 132,644            |
| 舞濱入口 - 浦安出入口                                           | 115,723            | 129,918            | 125,579            |
| 浦安出入口 - 千鳥町出入口                                       | 115,723            | 114,221            | 113,613            |
| 千鳥町出入口 - 高谷系統交流道                                   | 115,723            | 84,764             | 88,189             |

（來源：「平成22年度道路交通センサス （页面存档备份，存于）」・「平成27年度全国道路・街路交通情勢調査 （页面存档备份，存于）」（國土交通省網頁））
- 令和2年度預定實施的交通量調査因嚴重特殊傳染性肺炎的影響而延期[12]。

#### 高速灣岸分岐線
24小時交通量（台）　道路交通調查
| 區間                              | 平成17（2005）年度 | 平成22（2010）年度 | 平成27（2015）年度 |
| --------------------------------- | ------------------ | ------------------ | ------------------ |
| 昭和島系統交流道 - 東海系統交流道 | 121,162            | 35,061             | 41,549             |

（來源：「平成22年度道路交通センサス （页面存档备份，存于）」・「平成27年度全国道路・街路交通情勢調査 （页面存档备份，存于）」（國土交通省網頁））
- 令和2年度預定實施的交通量調査因嚴重特殊傳染性肺炎的影響而延期[12]。

##### 交通堵塞
雖然線形佳、車道數多，但有許多區間的一日交通量大於10萬台，交通堵塞頻傳。特別是東京港隧道一帶，嚴重時可回堵到東行的川崎浮島系統交流道、西行的浦安一帶。假日，東京灣跨海公路水隧與海螢火蟲停車區的塞車可能會回堵到川崎浮島系統交流道並影響灣岸線雙向交通，在黃金周等大型連假期間，從灣岸線西行大井系統交流道到跨海公路海螢火蟲停車區甚至需要數小時才能抵達。除此之外，假日前往東京迪士尼度假區的車流也容易在東行葛西出口堵塞。

### 所轄警察
- 千葉縣警察高速道路交通警察隊本隊：東京都、千葉縣界 - 市川市高谷[13]
- 警視廳高速道路交通警察隊新富分駐所：川崎浮島系統交流道 - 東京都、千葉縣界[14]
- 神奈川縣警察高速道路交通警察隊大黑分駐所：幸浦出入口（日语：幸浦出入口） - 川崎浮島系統交流道[15]

## 地理

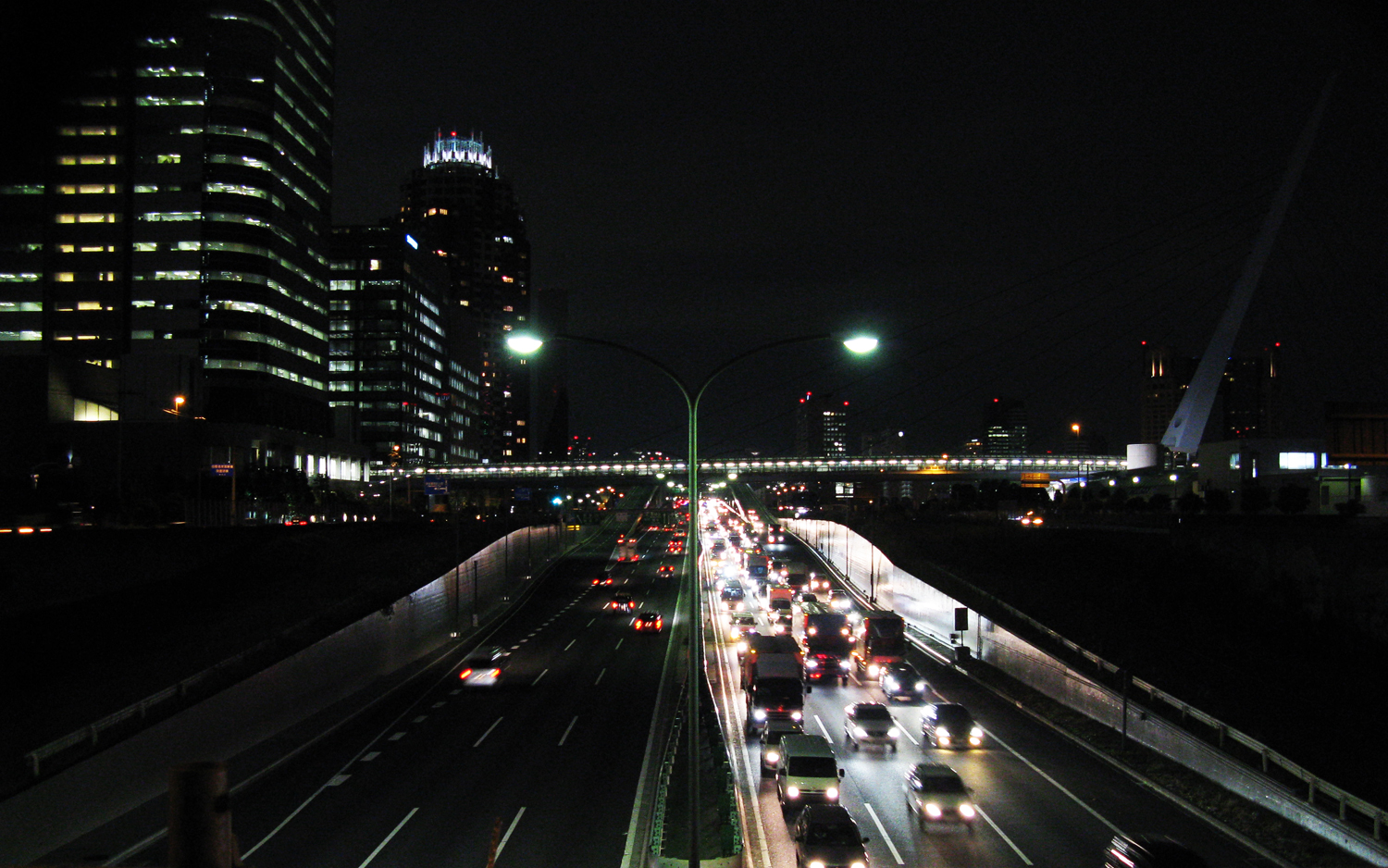
夜晚的首都高速灣岸線

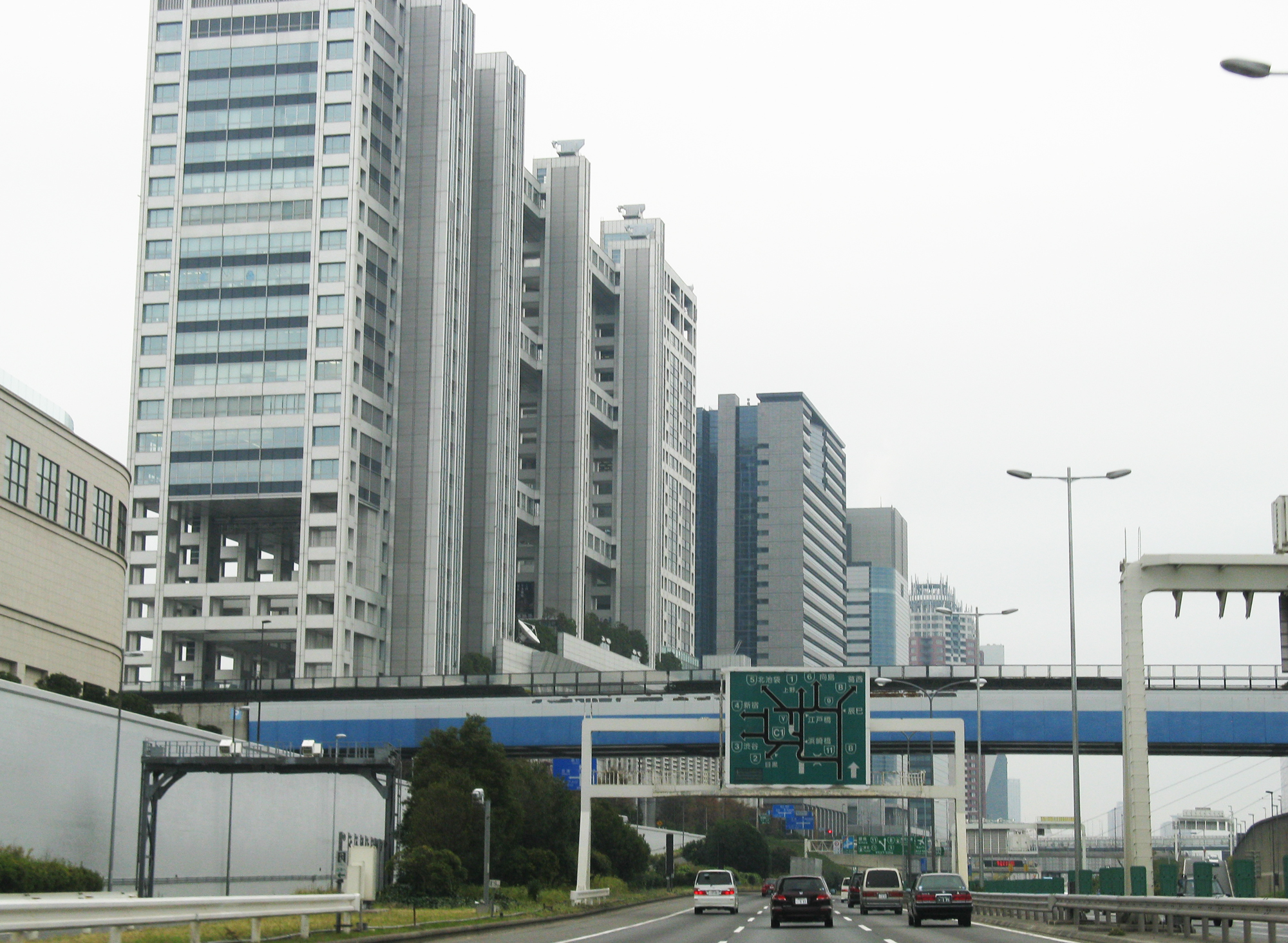
富士電視台周邊

灣岸線是首都高速道路唯一通過千葉縣內的路線。而東京臨海副都心周邊的近未來景色則成為熱門的駕駛路線。沿線經過東京迪士尼度假區、有明網球森林公園、台場地區、東京空中玄關口羽田機場等，是民眾假日前往度假的主要道路之一。此外，東京港填埋場第13號（台場）等周邊地區，配合東京「臨海副都心營造推進計畫」，進行臨海副都心開發，灣岸線的重要性隨著該地區的發展而增加。

### 通過自治體
- 千葉縣
  - 市川市 - 浦安市
- 東京都
  - 江戶川區 - 江東區 - 港區 - 品川區 - 大田區 -
- 神奈川縣
  - 鶴見區 - 中區 - 磯子區 - 橫濱市金澤區 -
  - 川崎市川崎區 -

### 連接的高速道路
灣岸線
- E16 橫濱橫須賀道路金澤支線
- 首都高速神奈川3號狩場線（本牧系統交流道連接）
- 首都高速神奈川5號大黑線（大黑系統交流道連接）
- 首都高速神奈川6號川崎線（川崎浮島系統交流道連接）
- CA 東京灣跨海公路（川崎浮島系統交流道連接）
- 首都高速湾岸分岐線（東海系統交流道連接）
- 首都高速1號羽田線（大井系統交流道連接）
- 首都高速中央環状線（大井系統交流道連接）
- 首都高速11號台場線（有明系統交流道連接）
- 首都高速10號晴海線（東雲系統交流道連接）
- 首都高速9號深川線（辰巳系統交流道連接）
- 首都高速中央環狀線（葛西系統交流道連接）
- C3 東京外環自動車道（高谷系統交流道連接）
- E51 東關東自動車道（高谷系統交流道直通）

灣岸分岐線
- 首都高速灣岸線（東海系統交流道連接）
- 首都高速1號羽田線（昭和島系統交流道連接）

### 沿線
- 東京灣
- 橫濱八景島海島樂園
- 三溪園
- 橫濱港
- 川崎港（日语：川崎港）
- 羽田機場
- 大井埠頭中央海濱公園
- 東京貨物總站
- 御台場
  - 富士電視台總部
  - 御台場海濱公園
  - DiverCity Tokyo
  - AQUA CiTY御台場
- 東京國際展示場〈東京Big Sight〉
- 有明網球森林公園
- 夢之島公園
- 葛西臨海公園
- 東京迪士尼度假區
- 三番瀨（日语：三番瀬）

## 圖片

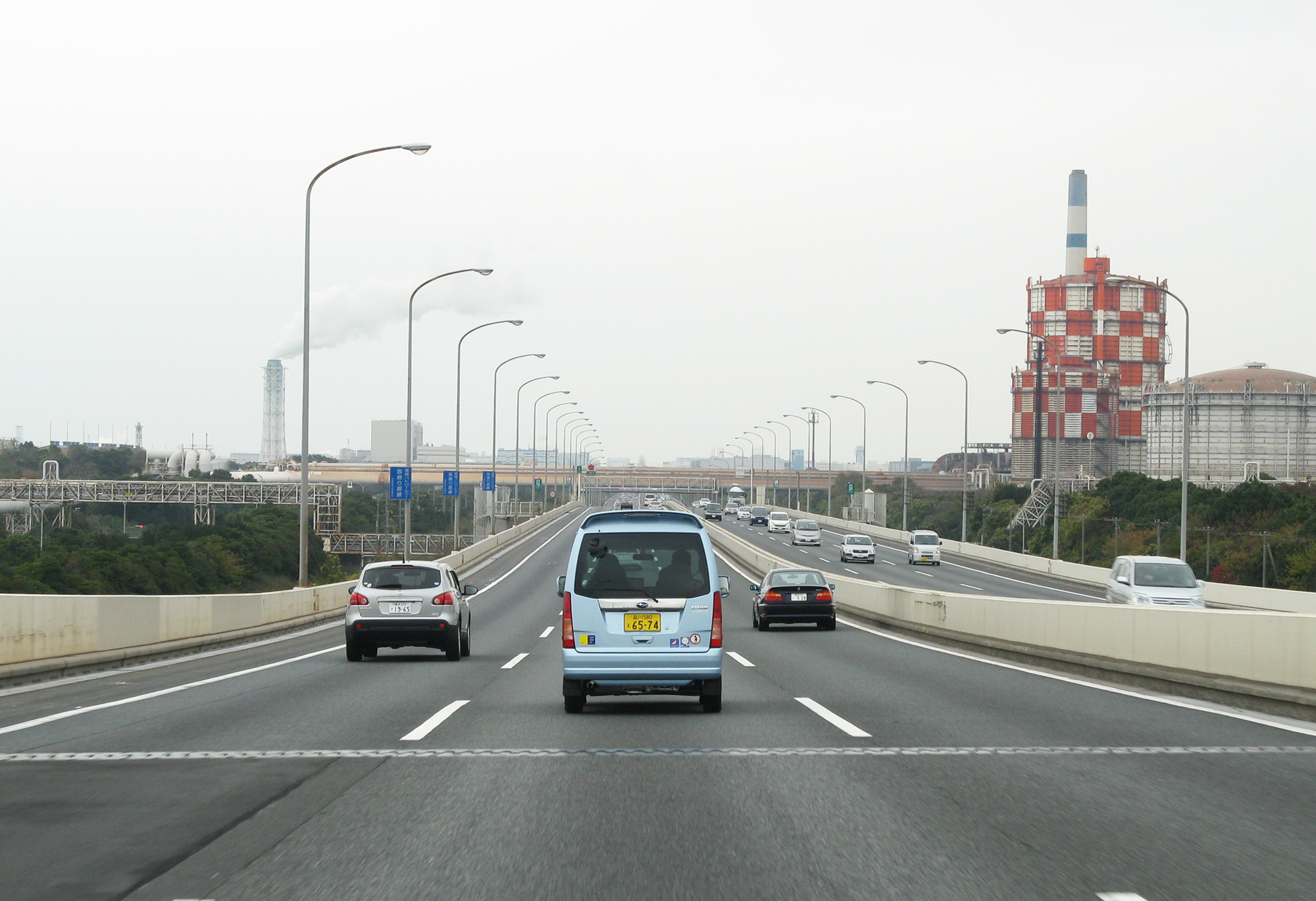
東扇島周邊
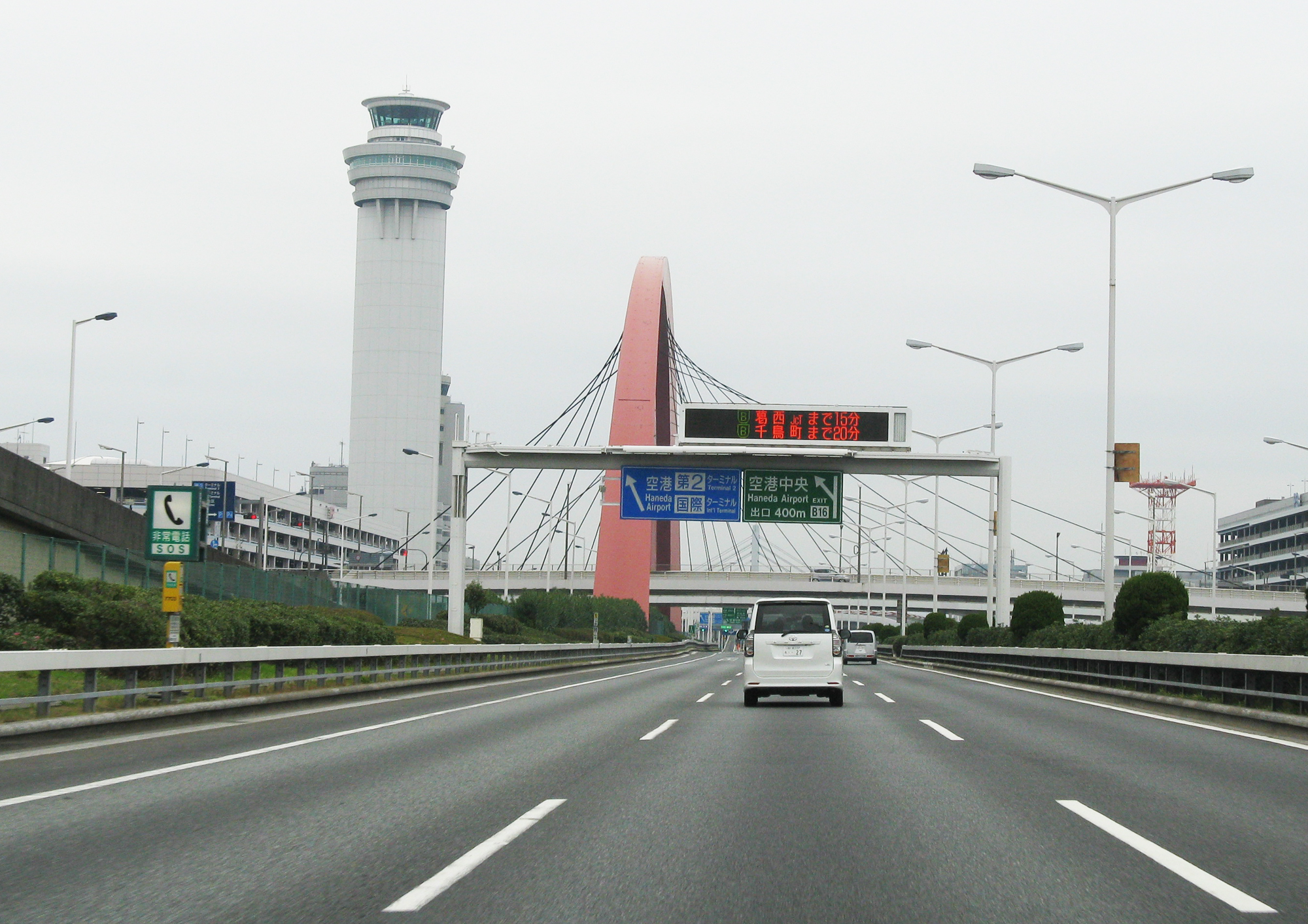
機場中央
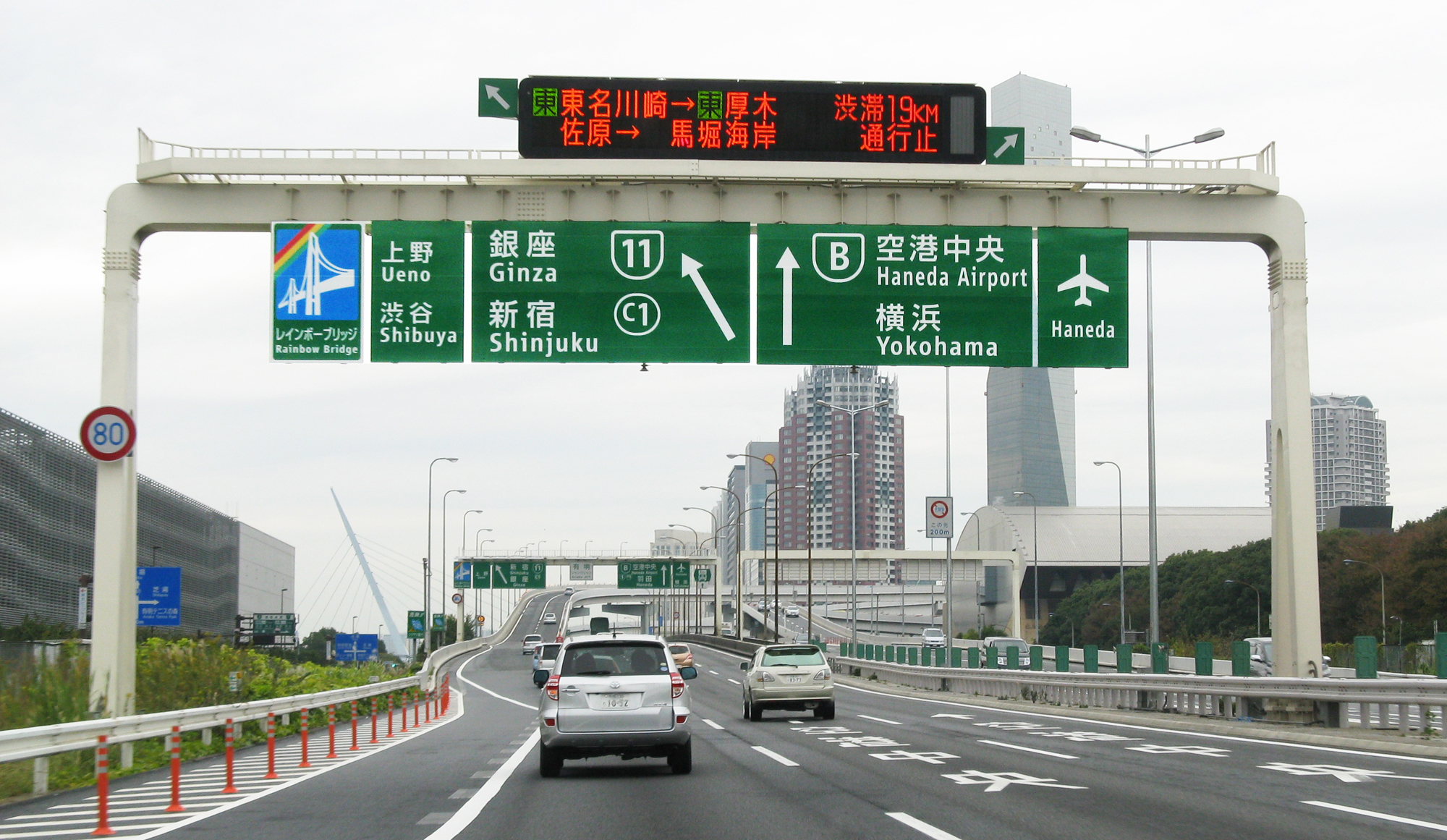
有明系統交流道
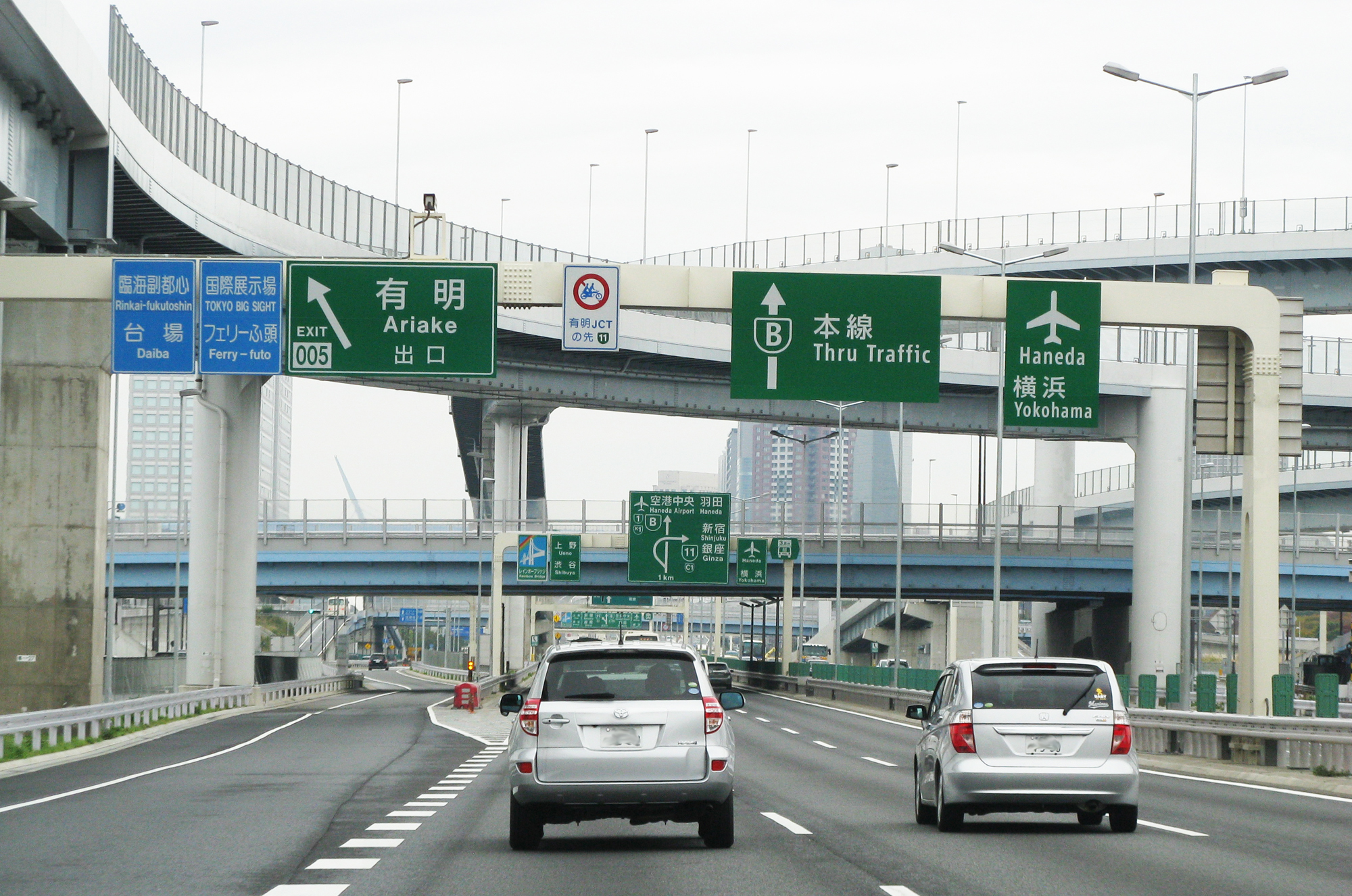
東雲系統交流道

## 資料來源
1. 1 2 3 4  「日本の道100選」研究会 2002，第76頁.
2. ↑  読めば安心！怖さを解消！首都高運転のコツ１０（平成24年7月版），首都高速道路（株）発行，P.5より。
3. ↑  「日本の道100選」研究会 2002，第76-77頁.
4. ↑  「日本の道100選」研究会 2002，第9頁.
5. ↑  . 川崎市. 2023-06-02  [2023-06-09].
6. ↑  . 首都高速道路株式会社. 2019-03-15  [2019-03-15].
7. ↑  . 交通新聞 (交通新聞社). 1994-12-27: 3.
8. ↑   (PDF). 国土交通省関東地方整備局 京浜港湾事務所・横浜市港湾局. 2017-02-03  [2017-02-03]. （原始内容 (PDF)存档于2018-01-04）. （页面存档备份，存于）
9. ↑   (PDF) (新闻稿). 国土交通省関東地方整備局 首都国道事務所・東日本高速道路株式会社. 2018-03-23  [2021-02-19]. （原始内容 (PDF)存档于2021-06-30）.
10. ↑   (新闻稿). 首都高速道路. 2004-10-22  [2016-03-28]. （原始内容存档于2021-06-10）.
11. ↑  速度規制図} - 首都高速道路PDF
12. 1 2   (PDF). 国土交通省 道路局. 2020-10-14  [2021-05-09]. （原始内容 (PDF)存档于2022-03-27）. （页面存档备份，存于）
13. ↑   (PDF). 千葉縣警察.   [2022-05-22]. （原始内容 (PDF)存档于2022-03-08）. （页面存档备份，存于）
14. ↑  . 警視廳.   [2018-06-28]. （原始内容存档于2021-08-30）. （页面存档备份，存于）
15. ↑  . 神奈川県警察ホームページ. 神奈川縣警察.   [2016-03-28]. （原始内容存档于2016-01-23）. （页面存档备份，存于）
16. 1 2  「日本の道100選」研究会 2002，第77頁.

### 備註
1. ↑  大井系統交流道與川崎浮島系統交流道等區間雖然接近南北向，但仍使用全線統一的「東（西）行」。
2. ↑  東京・空港中央方面出入口のみ都市計画決定済みであるが、大黒ふ頭・本牧ふ頭方面出入口も整備が検討されている。

## 外部連結
- 首都高速道路株式會社 （页面存档备份，存于）